# Кастело ди Аноне
Кастѐло ди Ано̀не (на италиански: Castello di Annone; на пиемонтски: Anon, Анон) е село и община в Северна Италия, провинция Асти, регион Пиемонт. Разположено е на 109 m надморска височина. Населението на общината е 1938 души (към 2010 г.).